# Dispositivos sensibles a cargas electrostáticas

Símbolo de advertencia que indica la susceptibilidad de un dispositivo a las descargas electrostáticas.

Símbolo de un dispositivo de protección ESD - EPA

Símbolo de advertencia alternativo

Símbolo de un punto de conexión a tierra ESD para todos los componentes

Un dispositivo sensible a la electrostática (a menudo abreviado ESD) es cualquier componente (principalmente eléctrico) que puede dañarse por cargas estáticas comunes que se acumulan en personas, herramientas y otros no conductores o semiconductores. ESD comúnmente también significa descarga electrostática.

## Visión general
A medida que las partes electrónicas, como las unidades de procesamiento central de computadoras (CPU), se cargan cada vez más densamente con transistores, los transistores se encogen y se vuelven cada vez más vulnerables a las descargas electrostáticas.
Los dispositivos sensibles a la electrostática comunes incluyen:
- Transistores MOSFET, utilizados para hacer circuitos integrados (IC)
- IC CMOS (chips), circuitos integrados construidos con MOSFET. Algunos ejemplos son CPU de computadora, circuitos integrados de gráficos.
- Tarjetas de computadora
- Chips TTL
- Diodos láser
- Diodos emisores de luz azul (LED)
- Resistencias de alta precisión

La noción de un símbolo para un dispositivo de protección ESD surgió en respuesta al mayor uso y fallas de componentes sensibles a la electricidad estática por parte del entonces fabricante de sistemas informáticos, Sperry Univac. Las reparaciones de campo y el manejo de placas de circuito impreso (PCB) ESD dieron como resultado tasas de fallas extremadamente altas.
Los estudios de fallas de PCB indicaron que los ingenieros de servicio de campo estaban causando daños por electricidad estática en chips y PCB, quienes a menudo desconocían la necesidad de emplear procedimientos de precaución al manipular piezas sensibles a ESD. En respuesta a este problema, Robert F. Gabriel, un ingeniero de sistemas de Sperry Univac, ideó una gran cantidad de posibles símbolos que podrían colocarse en piezas, empaques y PCB para alertar al usuario de que la pieza es sensible a ESD. Gabriel desarrolló una propuesta para un símbolo de advertencia de ESD y la distribuyó a numerosos grupos de estándares de electrónica.
C.Everett Coon en la EIA (Asociación de la Industria Electrónica) respondió con entusiasmo al concepto y coordinó un esfuerzo mundial entre varios organismos de normalización y grupos de interés para diseñar un símbolo apropiado que careciera de cualquier palabrería y fuera rápidamente reconocible que las precauciones de manejo eran necesarios para el elemento ESD. Después de tres años de debate mundial sobre los gráficos y el esquema de color que se usaría, el símbolo en la parte superior derecha de esta página se adoptó a fines de la década de 1970. Algunos han adoptado posteriormente variaciones del diseño, pero el símbolo más reconocible sigue siendo el que se adoptó.

## Trabajo seguro contra ESD
A menudo, se requiere una bolsa antiestática para transportar dichos componentes. Al trabajar con ellos, un técnico a menudo utilizará una alfombra de conexión a tierra u otra herramienta de conexión a tierra para evitar dañar el equipo. Un técnico también puede usar prendas antiestáticas o una muñequera antiestática.
Hay varios tipos de materiales de protección ESD:
- Conductivo: Materiales con una resistencia eléctrica entre 1kΩ y 1MΩ
- Disipativo: Materiales con una resistencia eléctrica entre 1MΩ y 1TΩ
- Blindaje: Materiales que atenúan los campos eléctricos y de corriente.
- Carga baja o antiestática: Materiales que limitan la acumulación de carga mediante la prevención de los efectos triboeléctricos mediante la separación física o mediante la selección de materiales que no se acumulan fácilmente. Los seres humanos tienen fuentes eléctricas naturales que atraviesan el cuerpo, tocar un ESD que no esté equipado puede provocar daños materiales graves.